# Euphorbia deltobracteata
Euphorbia deltobracteata — вид рослин із родини молочайних (Euphorbiaceae), що зростає на заході Азії.

## Опис
Це гола блідо-зелена рослина заввишки 8–16 см. Стеблові листки щільні, субсидячі, на основі ослаблені, лінійно-довгасті, тупі або слабо-шпилясті, кінцевих сегментів 5. Квітки жовті. Період цвітіння: весна.

## Поширення
Зростає у таких країнах і територіях: пн.-сх. Іран, пд. Туркменістан.